# Марко Христов
Марко Христов Марков, наричан Мирче и Мирчо Сопотски, е български революционер, крушевски войвода на Вътрешната македоно-одринска революционна организация.

## Биография
Марко Христов е роден през 1879 година в демирхисарското село Сопотница, тогава в Османската империя. През 1902 година се присъединява към четите на Велко Марков и Гюрчин Наумов. Участва в сражението при Ракитница през май 1902 година. През Илинденско-Преображенското въстание със своя селска чета участва в отбраната на Крушевската република. Сражава се още при местностите Кале, Бушева чешма и други. През 1905 година е четник при Никола Карев и участва в сражение при кратовското село Райчани.
При избухването на Балканската война в 1912 година е доброволец в Македоно-одринското опълчение и служи във 2-ра рота на 6-а Охридска дружина и Сборна партизанска рота на МОО.
По случай 15-ата годишнина от Илинденско-Преображенското въстание, за заслуги към постигане на българския идеал в Македония през Първата световна война в 1918 година, Марко Христов е награден с орден „За военна заслуга“.
След това се установява в Свободна България. Живее във Видин, където е деец на Видинското македонско благотворително братство.
В 1941 година посещава родното си село Сопотница след освобождението, но седмица след това почива на 30 юли 1942 година.
На 5 април 1943 година вдовицата му Анастасия Христова, родом от Брезово и жителка на Брезово, подава молба за българска народна пенсия, която е одобрена и  отпусната от Министерския съвет на Царство България.